# Pyrinia erythrocephalata
Pyrinia erythrocephalata là một loài bướm đêm trong họ Geometridae.